# Berryho pseudorotace
Berryho pseudorotace je druh vibrace molekuly, během níž dochází k záměně dvou ekvatoriálních ligandů za dva axiální. Nejčastěji se s ní lze setkat u molekul ve tvaru trigonální bipyramidy, jako je PF5. Může ale nastat i u čtvercové pyramidy. Pojmenovaná je po Stephenu Berrym, který ji v roce 1960 popsal.

## Trigonální bipyramida
U této geometrie molekuly dochází k výměně ligandů přes čtvercovou pyramidu, u fluoridu fosforečného vyžaduje energii přibližně 15 kJ/mol.

## Čtvercová pyramida

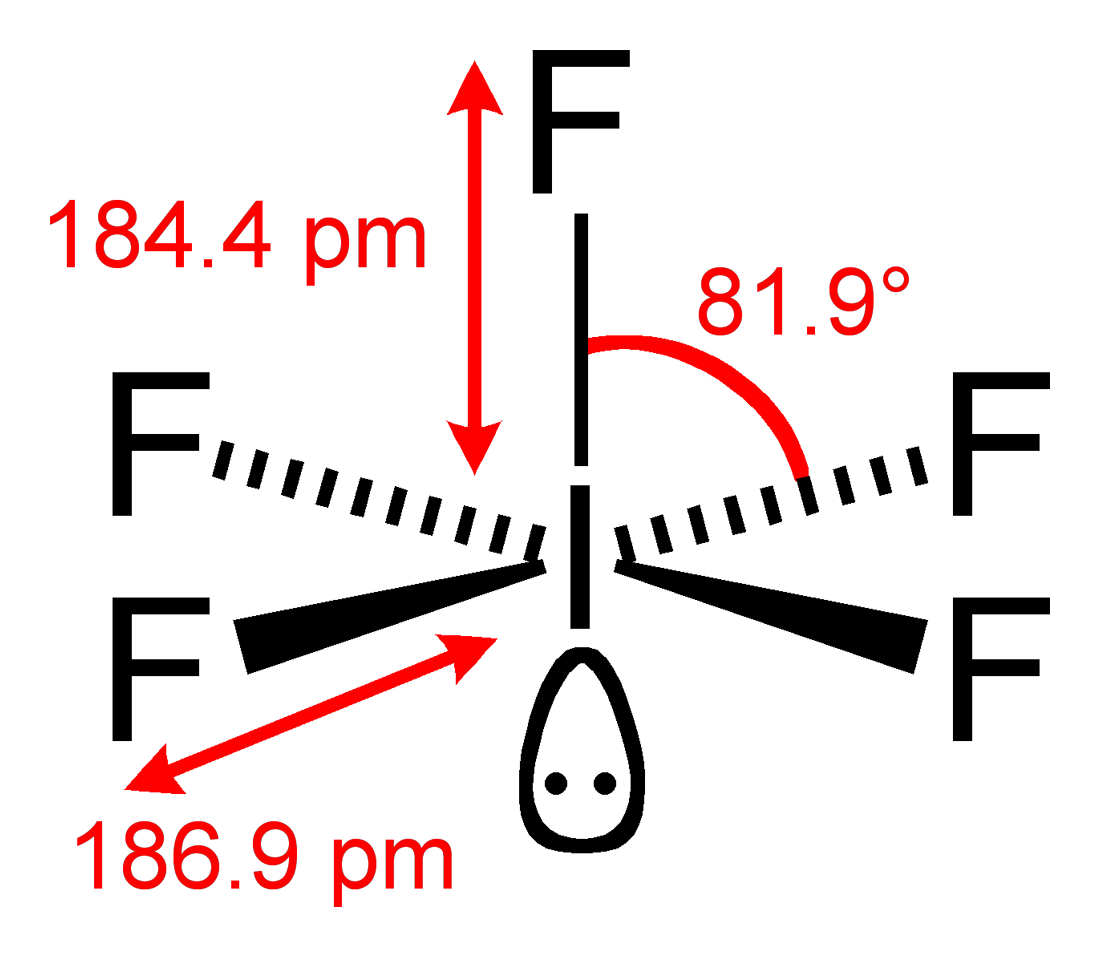

Berryho pseudorotace se vyskytuje i u molekul s geometrií čtvercové pyramidy, tam ale vyžaduje větší množství energie, u fluoridu jodičného je to přibližně 112 kJ/mol.